# Rhis popeae
Rhis popeae är en tvåvingeart som först beskrevs av Mcalpine 1991.  Rhis popeae ingår i släktet Rhis och familjen tångflugor. Inga underarter finns listade i Catalogue of Life.